# 三枝美恵子
三枝 美恵子（さえぐさ みえこ、1951年6月3日 -）は、日本の女優。

## 出演作品

### 映画
- 喜劇 トルコ風呂王将戦（1971年） - 真理
- 現代ポルノ伝 先天性淫婦（1971年） - 白木優子
- 俺の選んだ女（1976年） - アパートの女

### テレビドラマ
- オバゲバ学園奮戦記（1970年） - ほそ子 ※第7話以降
- プレイガール 第95話「女の武器は忍び心」（1971年）- チャッピー
- ワン・ツウ アタック!（1971年） - 加藤みつ子
- ザ・ガードマン 第334話「荒野のカー・アクション殺人」（1971年）
- 仮面ライダー 第33話「鋼鉄怪人アルマジロング」（1971年） - コニー山田
- ターゲットメン 第6話「東京タワー大爆発」（1971年）
- 太陽にほえろ! 第8話「真夜中の刑事たち」（1972年） -  バーの女将
- 特別機動捜査隊 第560話「放浪への脱出」（1972年）- 洋子
- 愛の戦士レインボーマン（1972-73年）- 死ね死ね団女性幹部・ミッチー

| スタブアイコン | サブスタブ | この項目は、まだ閲覧者の調べものの参照としては役立たない、俳優（男優・女優）に関連した書きかけの項目です。この項目を加筆・訂正などしてくださる協力者を求めています（P:映画/PJ芸能人）。 |